# 東京都立南葛飾高等学校
東京都立南葛飾高等学校（とうきょうとりつみなみかつしかこうとうがっこう）は、東京都葛飾区立石六丁目にある都立高等学校。略称・南葛（なんかつ）。

## 概要
かつての学校群制度では、第6学区62群で東京都立葛飾野高等学校、東京都立本所高等学校と同じグループであった。府立十六高女以来の歴史を汲む。

## 沿革
- 1940年（昭和15年）1月12日　- 東京府立第七高等女学校（現：東京都立小松川高等学校）内に東京府立第十六高等女学校として設置。
- 1940年（昭和15年）4月4日 - 開校。
- 1941年（昭和16年）4月1日 - 東京府立葛飾高等女学校と改称。
- 1943年（昭和18年）4月1日 - 東京都立葛飾高等女学校と改称。
- 1946年（昭和21年）3月20日 - 葛飾区上千葉町115番地（現：葛飾区立双葉中学校）に移転。
- 1948年（昭和23年）4月1日 -  学制改革により東京都立葛飾女子新制高等学校に改組。定時制課程設置。
- 1949年（昭和24年）3月19日 - 現在地に移転。
- 1950年（昭和25年）1月28日 - 東京都立南葛飾高等学校と改称。
- 1950年（昭和25年）4月1日 - 男女共学開始。

## 最寄駅・バス停
- 京成押上線京成立石駅より徒歩9分（経路案内）。
- 京成本線お花茶屋駅より徒歩10分（経路案内）。
- 京成本線・京成押上線青砥駅より徒歩11分（経路案内）。
- 京成バス葛飾区役所前徒歩3分、白鳥1丁目徒歩3分。
- 都営バス白鳥1丁目徒歩3分。

## 著名な出身者
- 高橋陽一 - （漫画家 / キャプテン翼）
- 錦織一清 - （歌手・俳優 / 少年隊）転出→明治大学付属中野中学校・高等学校定時制

## 教員
- 松木正恵 - （日本語学者）転出→早稲田大学教育学部教授

## 林竹二記録映画上映会
林竹二が最晩年に瑞栄夫人とともに「授業巡礼」に入った学校は、この都立南葛飾高校の定時制である。(参考文献 「授業による救い」「続 授業による救い」林竹二編) NHK「授業巡礼ー哲学者林竹二が残したもの」もこの学校の教師たちの教育実践を紹介している。また、演出家竹内敏晴が日本の学校ではじめて「演劇」の授業を開講したのもこの定時制である。その記録は「からだ 演劇 教育」の題で岩波新書から出版されている。ほかに「男はつらいよ 寅次郎かもめ歌」の撮影現場でもある。